# Cryptobatrachus ruthveni
Cryptobatrachus ruthveni es una especie de anfibio anuro de la familia Hemiphractidae.

## Distribución geográfica
Esta especie es endémica del departamento de Magdalena en Colombia. Habita en Ciénaga entre los 1400 y 1540 m s. n. m. en la ladera occidental de Sierra Nevada de Santa Marta.

## Etimología
Esta especie lleva el nombre en honor a Alexander Grant Ruthven.

## Publicación original
- Lynch, 2008 : A taxonomic revision of frogs of the genus Cryptobatrachus (Anura: Hemiphractidae). Zootaxa, n.º 1883, p. 28–68.[5]